# Terence Winter

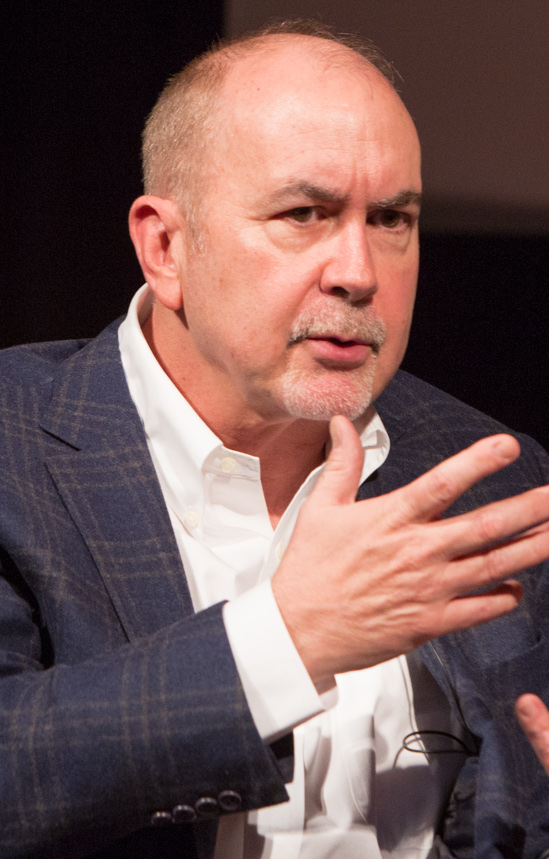
Terence Winter (2015)

Terence Winter (* 2. Oktober 1960 in Brooklyn, New York) ist ein US-amerikanischer Drehbuchautor und Produzent von Fernsehserien. Er arbeitete als Autor und Executive Producer für die Serie Die Sopranos, bevor er ab 2010 für die von ihm erfundene Serie Boardwalk Empire tätig wurde.

## Leben
Winter schrieb Drehbücher für Comedy- und Krimiserien wie Sister, Sister, Xena – Die Kriegerprinzessin, The Cosby Mysteries, Flipper (1995), Diagnose: Mord, oder The PJs und die Filme Get Rich or Die Tryin’ und Brooklyn Rules.
Für die Serie Die Sopranos schrieb er insgesamt 25 Drehbücher und führte bei einer Episode der finalen Staffel Regie. Für die Episode Verschollen im Schnee (Pine Barrens), bei der Steve Buscemi Regie führte, erhielt er 2001 gemeinsam mit Tim Van Patten den Writers Guild of America Award. Er war bereits ein Jahr zuvor für die Episode  Große Mädchen weinen nicht (Big Girls Don't Cry) und erneut 2004 für Nur für Langzeitparker (Long Term Parking) nominiert. Er erhielt den Preis erneut als Executive Producer, als die Serie 2006 den Preis in der Kategorie Dramatic Series erhielt, und 2005 als Autor der Episode Das große Nichts (The Second Coming). Den Primetime Emmy Award erhielt Winter als Autor 2004 für die Episode Nur für Langzeitparker und 2006 für Mitglied auf Lebenszeit (Members Only), als Executive Producer der Serie in den Jahren 2004 und 2007.
Die von ihm erdachte Fernsehserie Boardwalk Empire ging 2010 bei HBO, die zuvor Die Sopranos produzieren ließen, auf Sendung. Winter ist bei dieser Serie auch als Showrunner verantwortlich. Die Serie erhielt zahlreiche Preise und Nominierungen, von denen Winter 2010 den Writers Guild of America Award in der Kategorie New Series und den Golden Globe Award in der Kategorie Beste Serie – Drama persönlich erhielt.

## Filmografie
Als Drehbuchautor
- 1995: The Cosby Mysteries (2 Episoden)
- 1995: Flipper (Episode 1x13)
- 1995–1996, 1998: Xena – Die Kriegerprinzessin (Xena: Warrior Princess, 3 Episoden)
- 1996–1997: Sister, Sister (2 Episoden)
- 1998: Diagnose: Mord (Diagnosis Murder, Episode 6x03)
- 2002–2007: Die Sopranos (The Sopranos, 25 Episoden)
- 2005: Get Rich or Die Tryin’
- 2007: Brooklyn Rules
- 2010–2014: Boardwalk Empire (Schöpfer, 56 Episoden)
- 2013: The Wolf of Wall Street
- 2016: Vinyl (Fernsehserie)
- 2023: Shooting Stars
- 2024: Bob Marley: One Love